# Cui Jian
Cui Jian (nacido el 2 de agosto de 1961 en Pekín) es un cantante y compositor, trompetista y guitarrista chino. Cariñosamente llamado "el viejo Cui" (chino: 老崔, pinyin: lǎo cui), es considerado como un pionero en la música rock en China continental y uno de los primeros artistas chinos que escriben o componen canciones de rock en mandarín. Para esta distinción Cui Jian es a menudo denominado como "El Padre del Rock Chino". Ganó un Premio Príncipe Claus en 2000.

## Discografía
- 1984 - 浪子归　(Vagabond's Return)
- 1985 - 1985 Review - cover record showcasing Cui's vocal stylings
- 1986 - 一無所有 (Nothing To My Name)
- 1989 - 新长征路上的摇滚　(Rock 'N' Roll On The New Long March)
- 1991 - 解决 (Solution)
- 1994 - 红旗下的蛋 (Balls Under The Red Flag)
- 1996 - Best of Cui Jian: 1986-1996
- 1998 - 无能的力量 (The Power Of The Powerless)
- 2005 - 给你一点颜色 (Show You Colour)

## Filmografía
- 1993 - Beijing Bastards (北京杂种; Beijing Zazhong). Dirigida por Zhang Yuan.
- 2003 - Roots and Branches (我的兄弟姐妹; Wo de xiongdi jiemei). Dirigida por Yu Chung.
- 2007 - The Sun Also Rises (太阳照常升起; Taiyang zhaochang shengqi). Dirigida por Jiang Wen.

### Entrevistas
- Cui Jian interview from Global Rhythm magazine, August 2008

- Datos: Q540516
- Multimedia: Cui Jian / Q540516